# هوفامت پریل
هوفامت پریل (به آلمانی: Hofamt Priel) یک منطقهٔ مسکونی در اتریش است که در ناحیه ملک واقع شده‌است. هوفامت پریل ۱٬۶۹۶ نفر جمعیت دارد.